# Лох-Раян
Лох-Раян (англ. Loch Ryan, шотл. гел. Loch Rìoghaine) — морський лох, розташований в області Дамфріс-і-Галловей на західному краю шотландського Ловлендс. Він є важливою природною гаванню для судноплавства, забезпечуючи спокійні води для поромів, що курсують між Шотландією та Північною Ірландією. Місто Странрар є найбільшим поселенням на його берегах, з поромами до та з Північної Ірландії, що працюють з Кейрнраян далі на північ від озера.
Озеро Лох-Раян орієнтоване по осі північ-південь, його гирло дивиться на північ у Північну Атлантику та Ферт-оф-Клайд, а місто Странрар розташоване на південних берегах лоха. Озеро обмежене півостровом Рейнз оф Галловей із західної сторони та шотландською сушею на сході (включаючи Галловей і Південний Ершир), північні точки озера — Міллер-Пойнт і Фінартс-Пойнт. Саме озеро має довжину понад 13 км з півночі на південь і близько 4,8 км у ширину в найширшому місці.
Поблизу Лох-Раян проходять дороги A77 на сході та A718 на заході. Басейн озера Лох-Раян, яким він є сьогодні, утворився в результаті геологічної та льодовикової діяльності. Перший період активності припав на палеозойську еру з двома періодами змін. По-перше, протягом девонського періоду (360—416 мільйонів років тому) земля в цьому районі зазнала низки подій, які значно змінили її форму, утворивши басейн. Потім, протягом пермського періоду (250—300 мільйонів років тому), ця улоговина заповнилася осадовими відкладеннями, які були ущільнені з утворенням м'яких пісковиків. У цей момент ця територія була розташована навколо екватора і була частиною суперконтиненту Пангея. Другий період активності став результатом численних епізодів льодовика протягом четвертинного періоду, починаючи з 2 мільйонів років тому і доки останні льодовики не відступили 10 000 років тому.
Оскільки вся північна Європа переживала численні льодовикові періоди, утворення льодовика створювало льодовикові потоки та крижані покриви. Ерозійна сила льоду рухалася по землі, видаляючи м'який пісковик і залишаючи твердіші скелі. Коли льодовий покрив розтанув із підвищенням температури 10 000 років тому, басейн був відкритий і затоплений морем, утворивши озеро, яке можна побачити сьогодні.
З кінця останнього льодовикового періоду море продовжувало змінювати озеро шляхом ерозії та відкладень.